# George Grote
George Grote (17 de noviembre de 1794-18 de junio de 1871) fue un historiador de la Antigüedad griega y a la vez un banquero y político radical inglés. Se le conoce principalmente por su Historia de Grecia, una voluminosa obra en 12 tomos.

## Biografía
Nació en Clay Hill, cerca de Beckenham, Kent, Reino Unido. El lugar ha quedado englobado hoy día en Bromley, una parte del Gran Londres. 
Su abuelo Andreas (o Andrew), un próspero comerciante, había llegado a Inglaterra desde Bremen a mediados del siglo XVIII y fue uno de los fundadores, en 1766, del banco «Grote, Prescott & Company», establecido en Threadneedle Street, en plena City de Londres. Su padre, llamado también George (1760–1830), se casó en 1793 con Selina Peckwell (1775-1845). George Grote fue el hijo mayor de este matrimonio.
A los cinco años y medio fue llevado a la grammar school de Sevenoaks (1800–1804) y a los diez años a la Charterhouse School (1804–1810), donde recibió una formación inicial en helenismo. A pesar de sus buenos resultados escolares, su padre se negó a enviarlo a la universidad. A los 16 años Grote empezó a trabajar en el banco familiar pero su tiempo libre, sin embargo, lo dedicaba a estudiar lenguas clásicas, historia, filosofía y economía política, además de alemán, francés e italiano. El 5 de marzo de 1820 se casa con Harriet Lewin (1792–1878), escritora y posterior biógrafa de su marido, y se instala en una casa aneja al banco, en Threadneedle Street, donde murió su único hijo a la semana de nacer. 
De 1826 a 1830 se ocupó, junto con John Stuart Mill y Henry Brougham en la creación del University College de Londres, siendo miembro del consejo que organizó las facultades y el currículo. Dimite en 1830 debido a una disputa con Mill en torno al nombramiento de una de las cátedras de filosofía. Volvió al consejo en 1849 y fue nombrado Tesorero en 1860 y Presidente en 1868. Además desde 1862 hasta su muerte ejerció de vicecanciller de la Universidad de Londres. En su testamentó legó 6000 libras para la dotación de una cátedra de filosofía (Grote Chair of the Philosophy of Mind and Logic).
Marchó al extranjero en 1830 y pasó varios meses en París, donde mantuvo contactos con los líderes del Partido Liberal. La muerte de su padre, el 6 de julio, lo hace volver a Londres donde se hace cargo de la dirección del banco y adquiere una posición preeminente entre los radicales de la City. En 1831 rechaza ser candidato al Parlamento por la City de Londres pero luego cambia de opinión y es finalmente elegido miembro del Parlamento por el Partido Liberal en diciembre de 1832. Fue reelegido tres veces, retirándose en 1841 cuando su grupo, los radicales filosóficos, habían perdido mucha influencia. En 1869, el primer ministro William Gladstone, que también era un helenista eminente, le ofreció un título de nobleza, pero Grote lo rechazó.
Durante estos años de vida pública, su interés por la historia y la filosofía griega no hizo sino aumentar. Tras un viaje a Italia en 1846, decidió dejar sus ocupaciones en el banco y dedicarse principalmente a escribir obras de historia y artículos de filosofía y de política. Murió en 1871, en el número 12 de Savile Row (barrio de Mayfair, en Londres), donde una placa en la fachada recuerda su memoria. Su tumba se encuentra en la Abadía de Westminster.

## Escritos
En 1817 su orientación filosófica y política se inclinó hacia las posiciones sostenidas por David Ricardo y, a través de él, hacia el utilitarismo de James Mill y Jeremy Bentham. En 1821, publicó su primera obra, la «Declaración sobre la cuestión de la reforma parlamentaria», replicando a un artículo que abogaba por la representación popular, el voto secreto y los mandatos parlamentarios breves. En 1822, editó, o más bien reescribió, algunos artículos de Bentham y los publicó con el título «Análisis de la influencia de la religión natural sobre la felicidad temporal de la humanidad».
Aunque su esposa afirma haberle sugerido la redacción de la Historia de Grecia en 1823, la realidad es que ya en 1822 Grote había comenzado a prepararla. En abril de 1826, Grote publicó en la Westminster Review una crítica extensa a la Historia de Grecia de William Mitford, de orientación conservadora, mostrando que sus propias ideas ya estaban organizadas por esa fecha. Tras un paréntesis de cuarto de siglo debido a su activa implicación en la actividad bancaria y en la política parlamentaria, aparecen en 1846 los dos primeros volúmenes de su propia Historia de Grecia. Los restantes diez aparecieron entre 1847 y 1856. 
Por falta de testimonios fiables divide la historia de Grecia en una primera parte legendaria —los dos primeros tomos— y en una segunda parte histórica —los restantes diez—. La novedad de su enfoque radicaba en su decidida reivindicación de las virtudes de la democracia, del pensamiento libre y de la indagación racional, lo que equivalía a reivindicar la superioridad moral y cultural de Atenas frente al fomento de las oligarquías y del pensamiento más tradicional y religioso representado por Esparta. 
Finalizada la redacción de su Historia, Grote empezó en 1856 la preparación de sus obras sobre Platón y Aristóteles. Platón y los restantes compañeros de Sócrates apareció en 1865 en tres tomos. Sin embargo, no logró terminar su obra sobre Aristóteles. Había finalizado todo lo relacionado con el Organon —los escritos de lógica— y estaba redactando lo referente a los tratados físicos y metafísicos cuando la muerte le sorprendió. Alexander Bain y George Croom Robertson organizaron y publicaron en dos volúmenes todo el material que Grote dejó escrito sobre Aristóteles.

## Galería de retratos
|                      |
| Grote a los 11 años. |

|                      |
| Grote a los 30 años. |

|               |
| Grote, mayor. |

|                      |
| Grote a los 63 años. |

|                            |
| Grote en sus últimos años. |

## Obras principales
- 1821 – Statement of the Question of Parliamentary Reform.
- 1822 – Analysis of the Influence of Natural Religion On the Temporal Happiness, of Mankind.
- 1831 – Essentials of Parliamentary Reform.
- 1831 – Speech of George Grote, Esq. M.P., delivered April 25th, 1833, in the House of Commons, on moving for the introduction of the vote by ballot at elections
- 1846–1856 – A History of Greece; from the Earliest Period to the Close of the Generation Contemporary with Alexander the Great. (12 v.)[10][11][12][13][14][15][16][17][18][19][20]
- 1847 – Seven Letters on the Recent Politics of Switzerland.
- 1859 – Life, Teachings, and Death of Socrates. From Grote's History of Greece.
- 1860 – Plato's Doctrine Respecting the Rotation of the Earth, and Aristotle's Comment upon that Doctrine.
- 1865 – Plato, and the Other Companions of Sokrates.
- 1868 – Review of the Work of Mr. John Stuart Mill Entitled ‘Examination of Sir William Hamilton’s philosophy’.
- 1872 – Poems, 1815–1823
- 1872 – Aristotle (ed. by Alexander Bain and George Croom Robertson), tomo 1 y tomo 2.[21]
- 1873 – The Minor Works of George Grote.[22]
- 1876 – Fragments on Ethical Subjects, a Selection from his Posthumous Papers.